# Indice alcolico
L'indice alcolico è un elemento in grado di fornire informazioni a chi consuma bevande alcoliche, per conoscere quali possano essere le soglie tollerabili della birra, di un superalcolico o anche semplicemente di aperitivi o digestivi e quali possano essere i danni epatici a medio e a lungo termine.

## Come si calcola
Per ottenere l'indice alcolico bisogna innanzitutto considerare la quantità di alcol introdotto nell'organismo, fattore determinante per la presenza e la gravità di eventuali danni al fegato. Per fare un esempio può essere meno grave bere un superalcolico alla sera piuttosto che bere regolarmente vino ai pasti.
Si considera dunque l'assunzione alcolica partendo dal concetto di contributo alcolico, calcolato come prodotto tra la quantità di alcolici ingerita (in volume) per la gradazione (in %).
Esempio: un bicchiere di vino a 11 gradi da 200 mL avrà un contributo alcolico pari a 22 mL.
L'indice alcolico è dato dalla somma dei diversi contributi alcolici ricavati da ogni singolo tipo di alcol introdotto nell'organismo.

## Definizione di alcolista
Secondo questo indice, si definisce alcolista chi mostra valori di indice alcolico maggiori o uguali a 15 (per esempio 1,2 litri di vino al giorno con una gradazione media pari a 12,5 gradi).
In generale, un'assunzione salutisticamente accettabile di alcol dovrebbe dare al massimo un indice alcolico pari a 3.